# BMW 600
O BMW 600 é um microcarro de 4 lugares fabricado pela empresa alemã BMW entre 1957 e 1959. Possuía motor traseiro de dois cilindros, refrigerado a ar, de 582 cc e 19,5 hp (15 kW), permitindo-lhe atingir a velocidade máxima de 103 km/h. O seu sucessor foi o BMW 700.

## Galeria

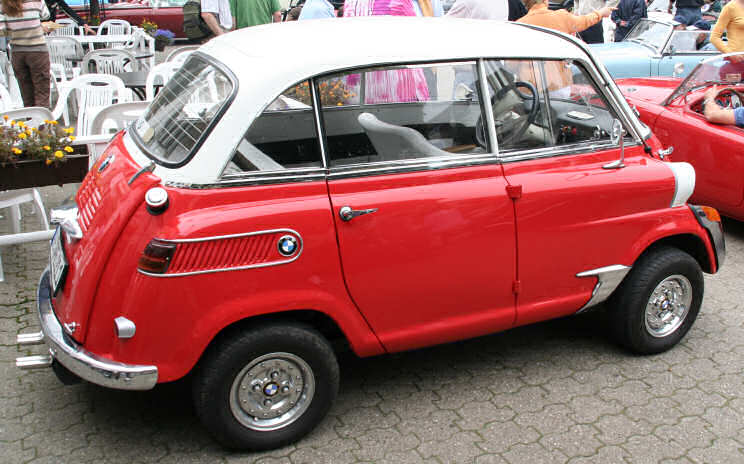
BMW 600, lado direito
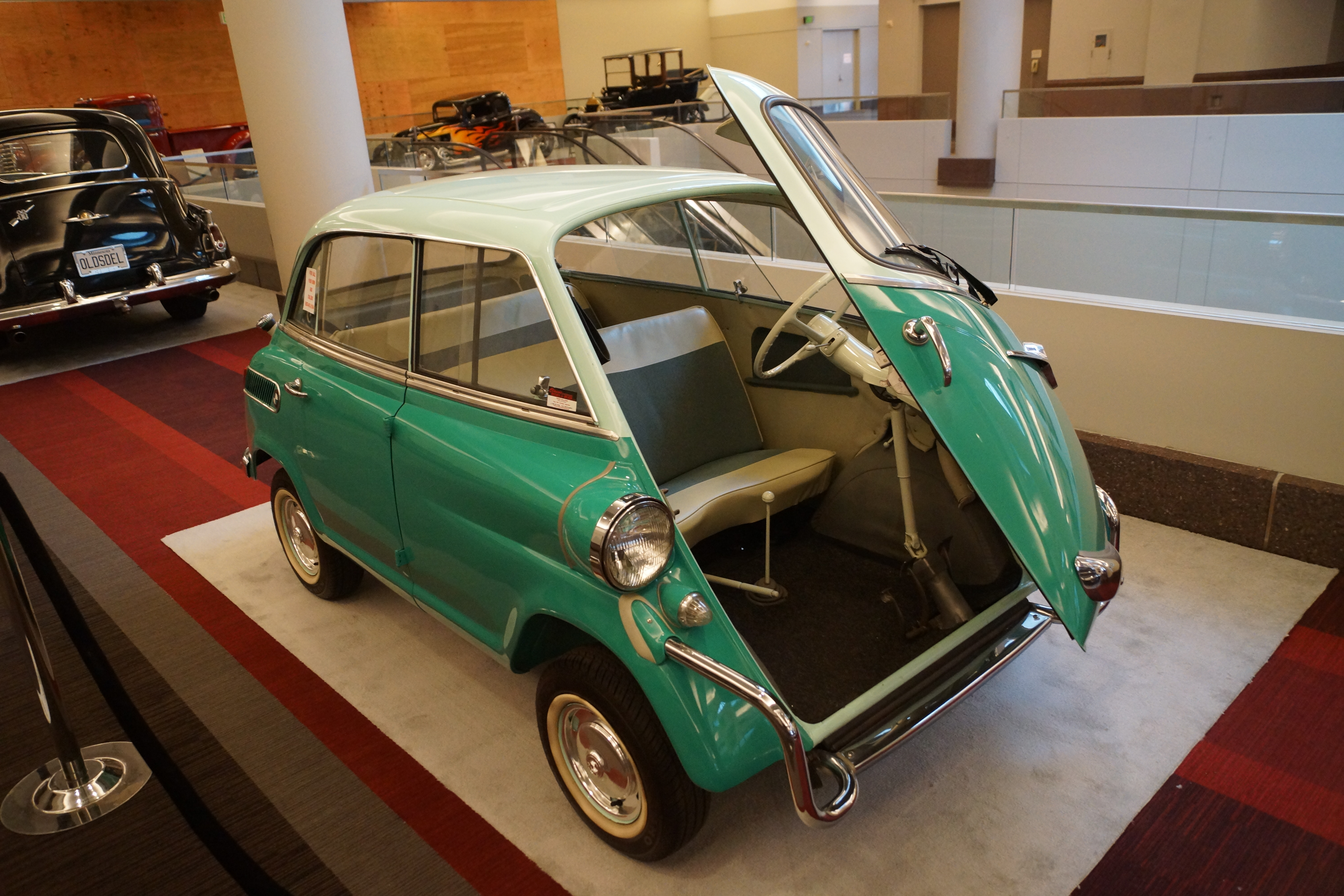
Porta fronteira aberta
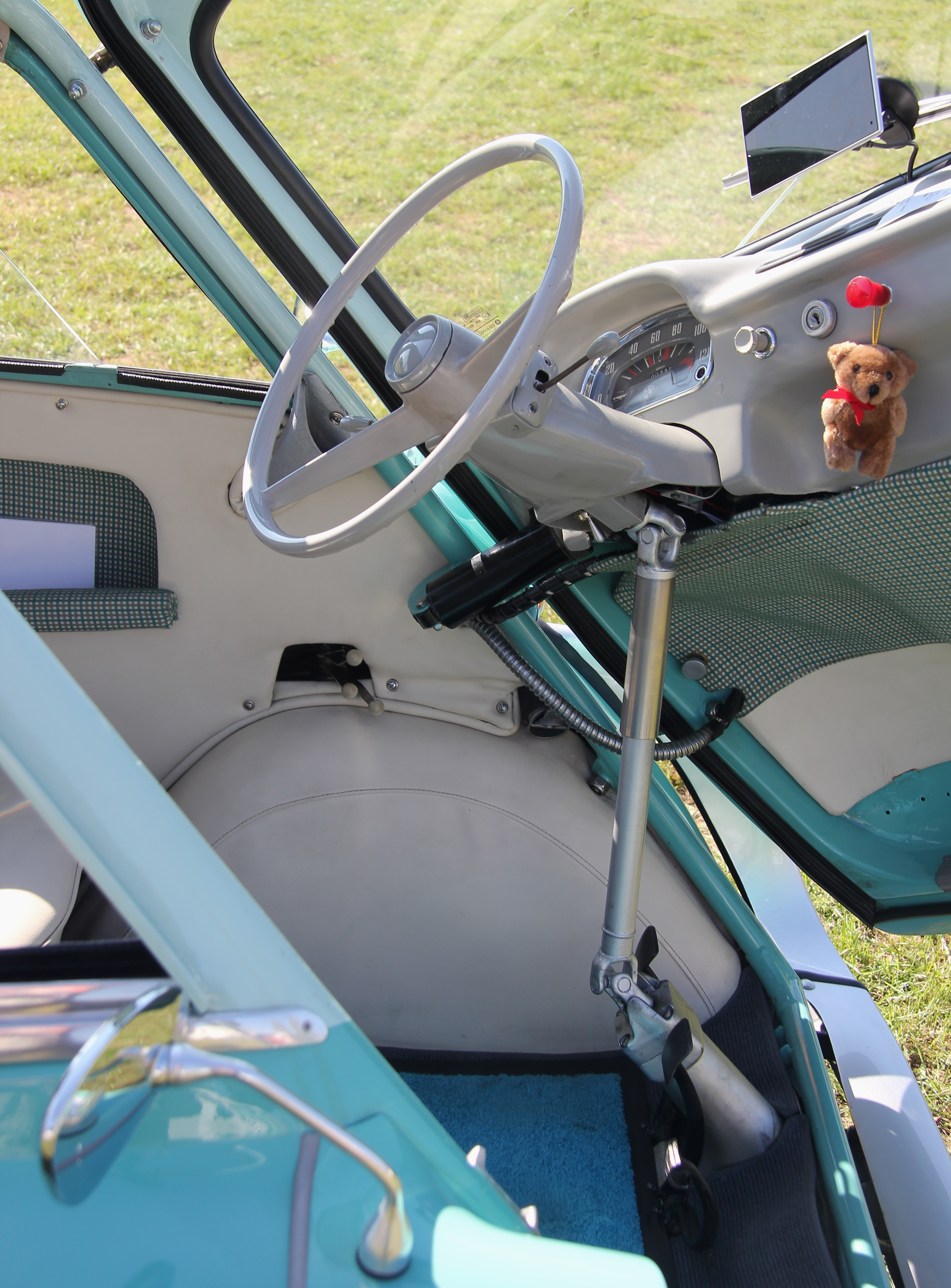
Coluna de direção
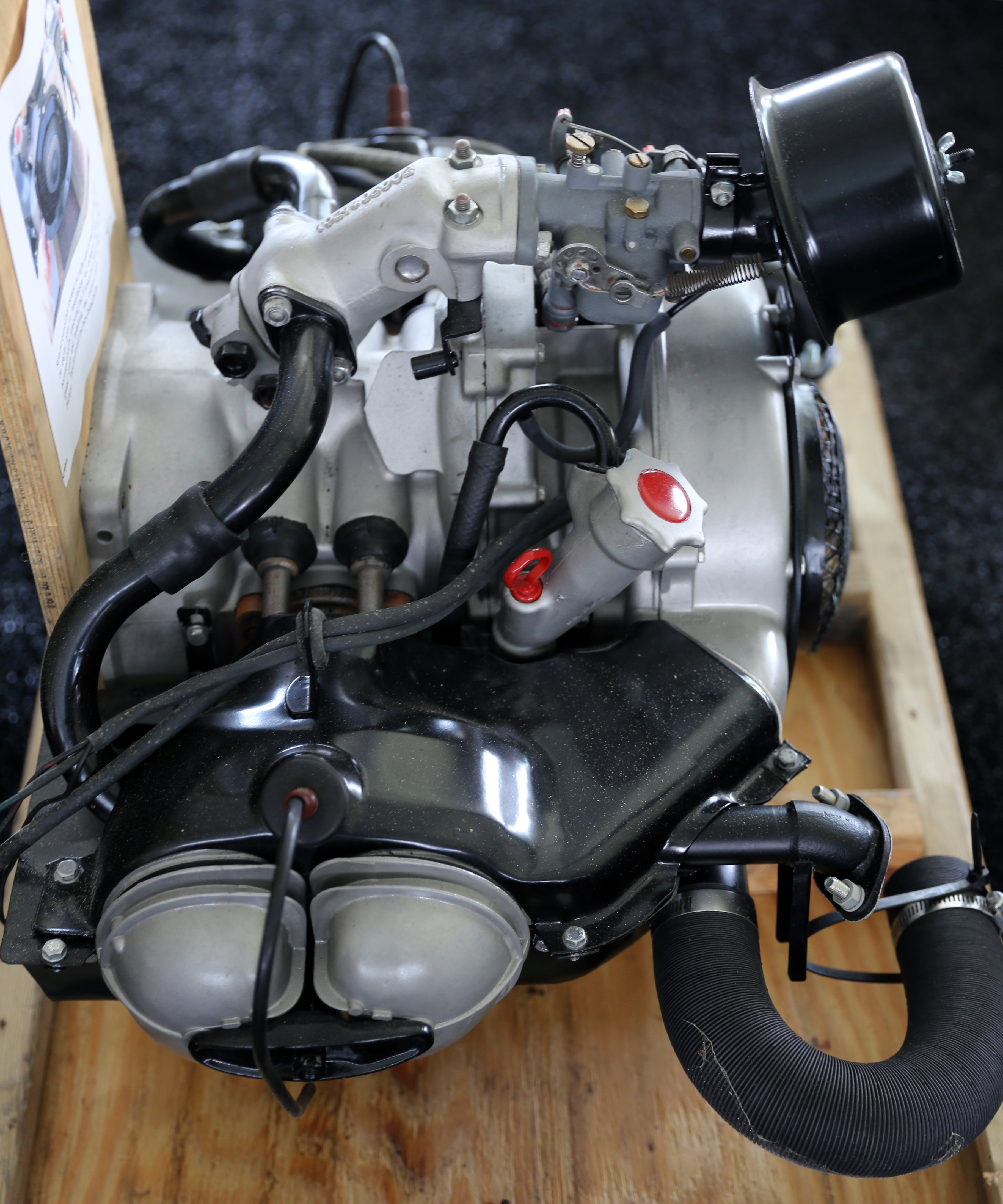
Motor do BMW 600